# 이민희 (언론인)
이민희(李民熙, 1941년 ~ 2024년 1월 28일)는 대한민국의 언론인, 대학교수이다.

## 학력
- 1953년 포항남부초등학교 졸업
- 1956년 경북중학교 졸업
- 1959년 경북대학교 사범대학 부설고등학교 졸업
- 1964년 고려대학교 법학과 졸업
- 1975년 서울대학교 신문대학원 매스컴전공 문학 석사
- 1982년 일본 도쿄대학교 문학부 사회심리학과 연구과정 수료
- 1993년 연세대학교 언론홍보대학원 연구과정 수료
- 1994년 중앙대학교대학원 신문학과 언론학 박사

## 경력
- 1966년 조선일보 교열 수습기자 제2기 입사  (수습기자 9기 특기생)
- 1966년 ~ 1968년 조선일보 편집국 교열부 기자
- 1968년 경향신문 편집국 교정부 기자
- 1968년 11월 ~ 1969년 2월 제5기 중앙일보·동양방송 수습기자
- 1969년 3월 동양방송 편집국 근무
- 1969년 12월 ~ 1977년 동양방송 보도국 사회부 기자
- 1977년 ~ 1980년 9월 동양방송 보도국 정치부 기자
- 1980년 9월 ~ 1980년 11월 동양방송 보도국 정치부 차장
- 1980년 12월 ~ 1981년 2월 한국방송공사 보도국 TV정치부 차장
- 1981년 3월 ~ 1981년 9월 한국방송공사 보도국 TV수도권부 차장
- 1981년 10월 ~ 1984년 6월 한국방송공사 보도국 외신부 차장
- 1984년 7월 ~ 1985년 6월 한국방송공사 보도국 과학부 차장
- 1985년 7월 ~ 1986년 5월 한국방송공사 기획보도실 특집부 부장
- 1986년 6월 ~ 1989년 12월 한국방송공사 도쿄특파원
- 1990년 1월  한국방송공사 보도국 방송위원
- 1990년 3월 ~ 1991년 3월 한국방송공사 부국장대우
- 1991년 4월 ~ 1992년 2월 한국방송공사 보도본부 해설위원 부국장급
- 1993년 3월 한국방송공사 방송심의실 실장직대
- 1993년 7월 한국방송공사 방송심의실 실장, 국장
- 1995년 8월 한국방송공사 정책연구실장
- 1997년 3월 ~ 1998년 2월 한국방송공사 감사실장
- 1998년 4월 ~ 1999년 3월 KBS 문화사업단 사장
- 1999년 3월 ~ 2000년 6월 KBS 영상사업단 사장
- 2000년 6월 한국방송공사 퇴사
- 2000년 9월 ~ 2001년 8월 홍익대학교 광고홍보학부 교수
- 2001년 8월 ~ 2003년 8월 홍익대학교 홍보위원회 위원장
- 2006년 동주공영주식회사 상임 고문
- 2013년 2월 사랑의복지재단 이사장
- 2013년 사랑의복지재단 대표이사

## 상훈
- 1970년 특종상 (해방이후 최대의 금괴 밀수사건)
- 1972년 특종상(신민당의원 5명 수뢰혐의)
- 1974년 특종상(서울시내 교통경찰 한달간 1억원챙겨)
- 1979년 특종상(박준규 공화당 의장 서리의 대 야당 폭언)
- 1983년 한국방송공사 사장 보도상(KAL기 격추현장 단독취재)

## 가족 관계
- 배우자: 유태월(兪泰月, 1946년 10월 5일 ~ )
  - 장남: 이재홍(李在鴻, 1970년 5월 10일 ~ )
  - 차남: 이재복(李在福, 1972년 1월 9일 ~ )

## 저서
- 특파원 리포트 (이민희의 취재 현장 보고서)